# Ghetto (Rome)

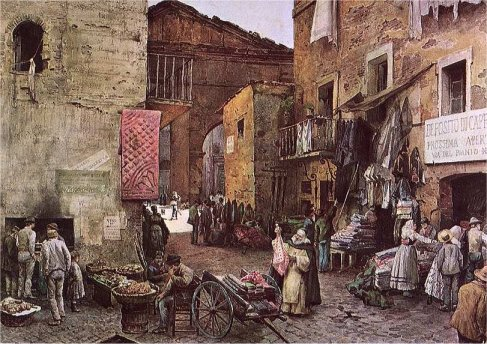
Ettore Roesler-Franz: Via Rua, ca. 1880.

Het getto van Rome (in het Italiaans ghetto gespeld) was van 1555 tot 1870 de enige wijk van de stad Rome waar joden mochten wonen. De wijk werd grotendeels afgebroken en gesaneerd op het einde van de 19e eeuw. Wat overbleef is nog steeds het centrale punt voor de joden in de stad, ook al wonen de meesten nu elders.

## De aanwezigheid van joden in Rome

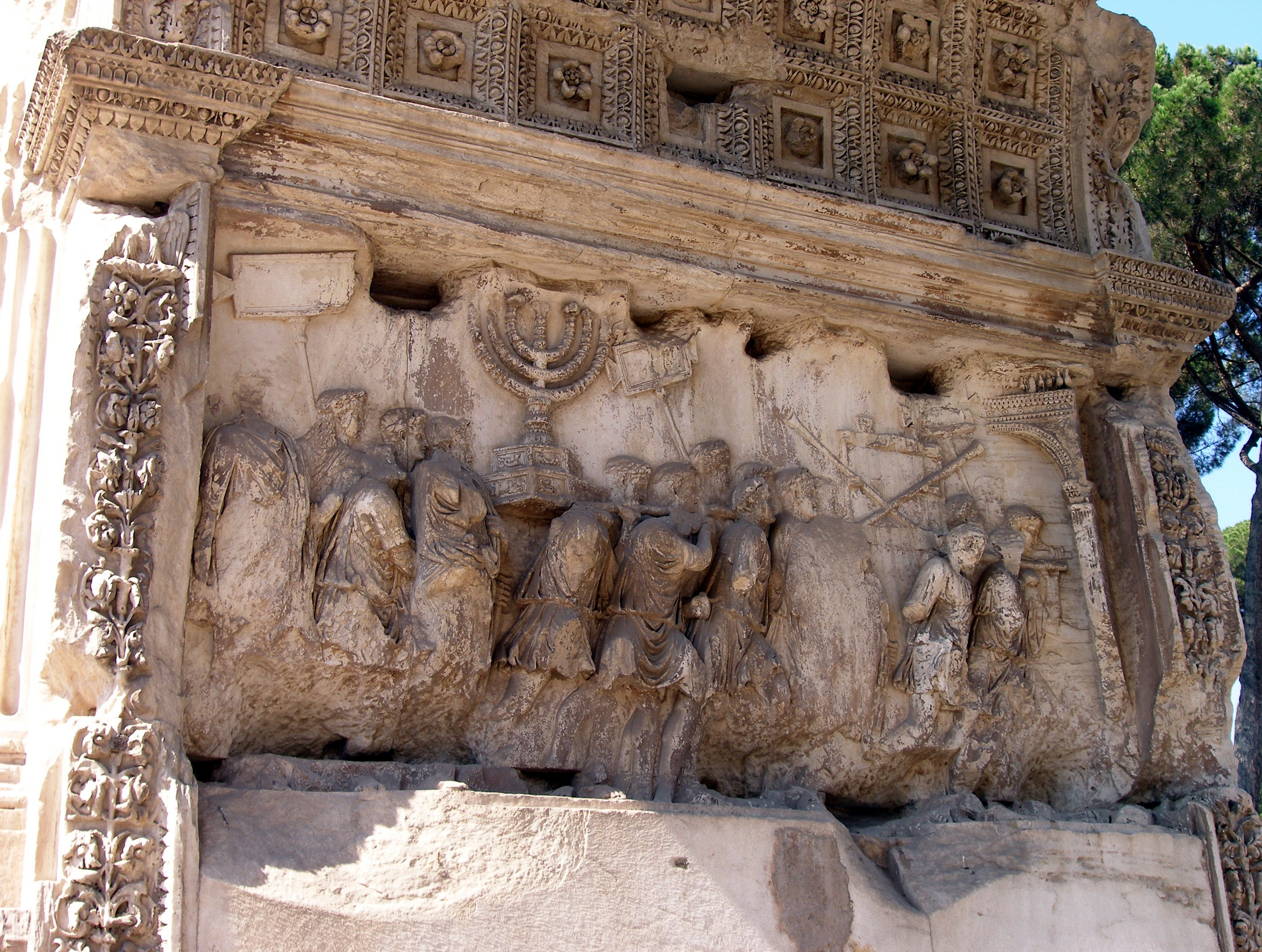
Reliëf op de triomfboog van Titus: voorwerpen geroofd uit de Joodse tempel worden meegevoerd in de triomftocht.

Reeds in de 2e eeuw v.C. woonden er joden in het antieke Rome, dat daarmee de oudste joodse gemeenschap in Europa kende. Hun aantal nam sterk toe door door de diaspora en vooral door de komst van de joodse slaven nadat Pompeius Magnus in 63 v.C. Jeruzalem had veroverd en opnieuw nadat Vespasianus en Titus die stad hadden heroverd in 70 n.C. In de 3e of 4e eeuw n.C. telde de stad elf of misschien zelfs veertien synagogen.
Zoals vele andere inwijkelingen uit het oosten woonden de meesten joden in de oudheid en de middeleeuwen niet aan de oostzijde (de linkeroever) van de Tiber, maar wel aan de westzijde (de rechteroever) ervan, dus trans Tiberim het huidige Trastevere. Omstreeks het jaar 1200 echter gingen de meesten van hen zich vestigen op de linkeroever, voornamelijk in de omgeving van het Theater van Marcellus.
Op het einde van de 15e eeuw was er in Italië een nieuwe toestroom van joden die waren verdreven uit Spanje (1492), uit Portugal (1497) en uit de Provence (1498). Velen van hen kwamen in Rome terecht, waar ze van paus Alexander VI heel wat vrijheden toegestaan kregen, o.a. vrijheid van godsdienst en van beroepsuitoefening.

## De pauselijke bul van 1555
Als reactie op de Reformatie nam de Katholieke Kerk in de eerste helft van de 16e eeuw een strenge houding aan tegenover allen die niet de zuivere katholieke leer aanhingen. In 1555 vaardigde paus Paulus IV de bul Cum nimis absurdum uit, waarmee hij de joden in de pauselijke staat een aantal verboden en verplichtingen oplegde. Zo waren zij verplicht om te wonen in een zone die was afgescheiden van de christenen; deze zone mocht slechts één enkele ingang en één enkele uitgang hebben. Ze mochten in elke stad hoogstens één enkele synagoge hebben; de andere moesten ze afbreken. Bovendien moesten ze een gekleurd kenteken dragen: de mannen een hoed, en de vrouwen een ander kenteken op hun kledij. Aanvankelijk moest dit turkooiskleurig zijn, later werd dit vervangen door geel.
Tegelijk was het hen verboden om onroerende goederen te bezitten; christenen als dienstpersoneel te hebben; op christelijke feestdagen te werken in het openbaar, of hun personeel op die dagen te doen werken; met geld van christenen te woekeren of valse contracten met hen af te sluiten; zich met christenen te vermaken, met hen te eten of vertrouwelijk te spreken; andere handelsactiviteiten te verrichten dan het kopen en verkopen van lompen en afgedragen kledij, of om meer graan te verhandelen dan nodig was voor menselijke consumptie.

## Verdere ontwikkelingen in de behandeling van de joden in Rome

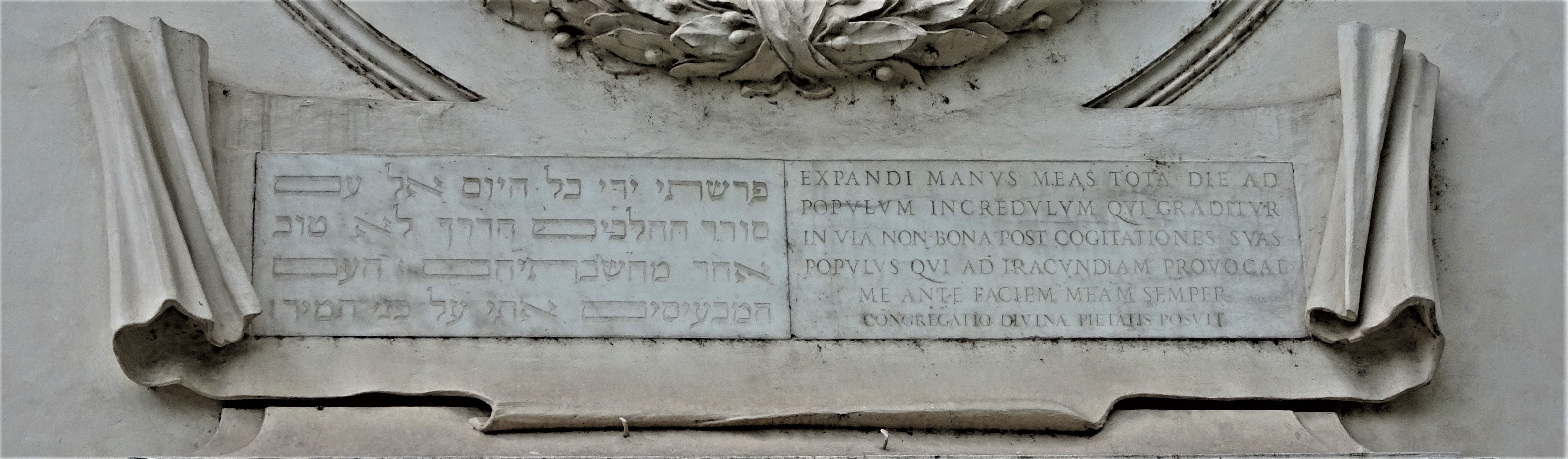
Opschrift op de San Gregorio della Divina Pietà.

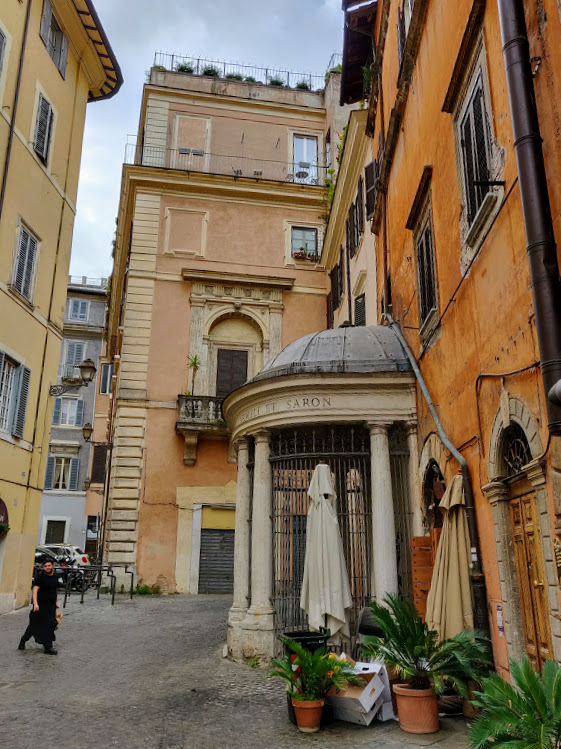
Kapel van de Madonna del Carmelo aan de Piazza Costaguti.

In 1572 voerde paus Gregorius XIII de verplichting in dat de joden op zaterdag (de joodse sabbat) de predikingen moesten bijwonen die tot doel hadden hen tot het christendom te bekeren. Er waren evenwel geen verplichte bekeringen en evenmin vervolgingen van joden die weigerden zich te bekeren. De predikingen gingen door in de nabijgelegen kerken (in het ghetto zelf waren er geen christelijke kerken), nl. in de San Gregorio della Divina Pietà, de Sant'Angelo in Pescheria, de Carmel-kapel (zie verder) en de Santa Maria del Pianto. Hieraan refereert een citaat uit de profeet Isaias in het Hebreeuws en in het Latijn dat werd aangebracht op de gevel van de San Gregorio della Divina Pietà. Deze verplichting bleef gelden tot in 1848. 
Enkele van de verplichtingen en verboden van de bul Cum nimis absurdum, waaronder de verplichting om op de kledij een kenteken te dragen, werden reeds in 1586 opgeheven door paus Sixtus V.    
In enkele korte periodes genoten de joden veel grotere vrijheid: zo tijdens de zgn. Eerste Romeinse Republiek (1798-1799), tijdens de Franse bezetting door de troepen van Napoleon (1808-1814) en opnieuw in de vijf maanden durende periode van de Tweede Romeinse Republiek (1849). Telkens betekende het herstel van de macht van de paus als staatshoofd het einde van de kortstondige vrijheid voor de joden.
Pas in 1870, na de inlijving van de stad Rome bij het nieuwe Koninkrijk Italië, kregen de joden dezelfde rechten als de andere burgers, en werd de verplichting opgeheven om in het ghetto te wonen.
In de 20e eeuw zochten de pausen weer toenadering tot de joden van Rome: achtereenvolgens hebben paus Johannes Paulus II in 1986, paus Benedictus XVI in 2010 en paus Franciscus in 2016 de Grote Synagoge (Tempio Maggiore) van Rome bezocht.

## Ontstaan en ontwikkeling van het ghetto tot in de 19e eeuw

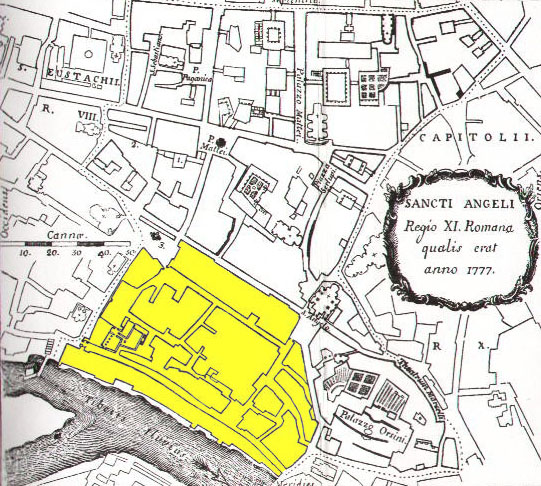
Kaart uitgegeven door Monaldini: de wijk Sant'Angelo in 1777. Het ghetto is aangeduid in het geel.

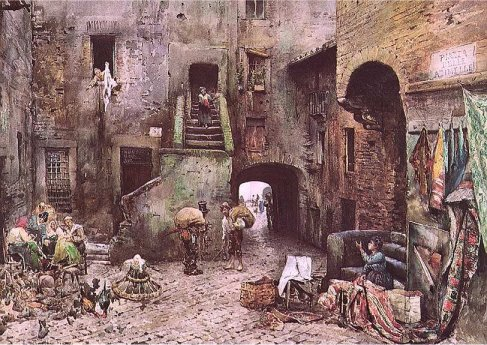
Ettore Roesler Franz: Piazza delle Azimelle, ca. 1880.

Overeenkomstig de pauselijke bul van 1555 moesten de joden wonen in een zone die was afgescheiden van de christenen. Hiervoor kregen ze een deel van de rione Sant'Angelo toegewezen, meer bepaald het gedeelte tussen de Tiber, het Theater van Marcellus, de toenmalige Via della Pescheria en de Piazza delle Cinque Scole: daar immers woonde voorheen reeds de meerderheid van de joden van Rome. Deze wijk kreeg spoedig de naam ghetto die was overgenomen van het ghetto van Venetië waar de joden van die stad reeds vanaf 1516 verplicht waren te wonen.  
In 1586 breidde paus Sixtus V de toegestane oppervlakte van het Romeinse ghetto uit tot drie hectare. In 1825 voegde paus Leo XII er nog het huizenblok tussen de Via di Sant'Ambrogio en de Via della Reginella aan toe. 
Het ghetto was van de rest van de stad afgescheiden door een muur, en was afgesloten met poorten die enkel overdag geopend waren; 's nachts moesten de joden in hun wijk verblijven. Aanvankelijk waren er slechts twee poorten; nadien kwamen er andere bij tot er uiteindelijk acht waren.  
De uitbreidingen van het ghetto beletten niet dat de beschikbare oppervlakte veel te krap was voor het toenemende bevolkingsaantal: in 1733 telde de wijk iets meer dan 4.000 inwoners behorend tot bijna 900 families. In het begin van de 19e eeuw werd het aantal inwoners van de wijk geschat op 8.000. Om de toegestane oppervlakte maximaal te benutten was de wijk zeer dicht bebouwd langs vele nauwe steegjes, en telden de huizen vele verdiepingen. De hygiënische omstandigheden in de overbevolkte wijk waren bijzonder slecht, en bovendien leidde het feit dat de eigenaars van de huizen elders in de stad woonden tot gebrekkig onderhoud. 
Door haar ligging in een laaggelegen zone vlak naast de Tiber werd het ghetto vaak getroffen door de overstromingen van de deze rivier die tot op het einde van de 19e eeuw frequent voorkwamen. De huizen - en dan vooral die dichtst bij de rivier -  kwamen dan ook regelmatig gedeeltelijk onder water te staan en bleven ook nadien de sporen dragen van de overstromingen. 
In afwijking van de beperking tot één enkele synagoge die de bul van 1555 toestond, waren er vijf binnen het Romeinse ghetto, alle gelegen in eenzelfde gebouw gelegen aan de Piazza delle Scole. Drie synagogen volgden de sefardische ritus (nl. de Siciliaanse, de Castiliaanse en de Catalaanse synagoge) en twee de Italiaanse ritus (nl. de Nieuwe synagoge en de "Tempio"). 
In 1849 werd de muur rond de wijk afgebroken en werden de poorten weggenomen, maar tot 1870 bleven de joden nog steeds verplicht om in ghetto het te wonen (zie hoger).

## Afbraak en sanering van het ghetto op het einde einde 19e eeuw

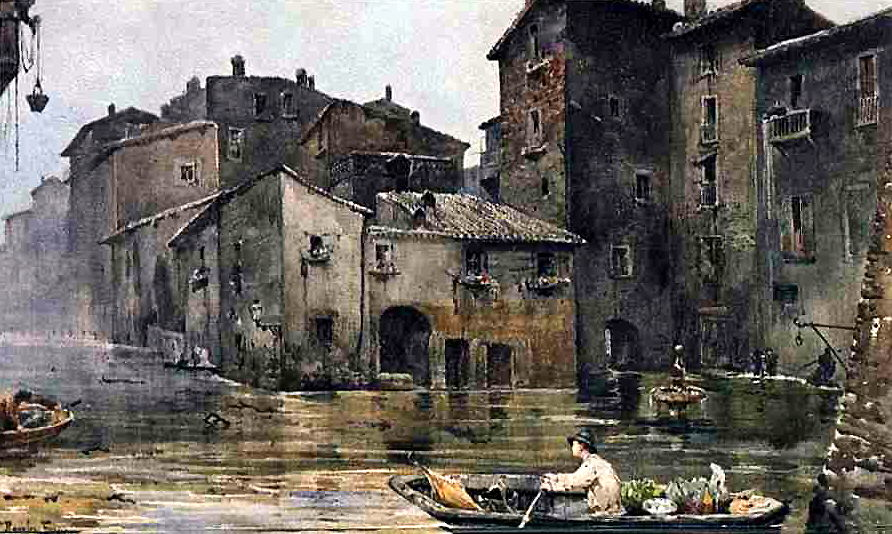
Ettore Roesler Franz: overstroming in de Via della Fiumara, ca. 1880.

In 1875 besliste de jonge Italiaanse staat om de Tiber in het centrum van Rome in te dijken. Dit werd gerealiseerd in het laatste kwart van de 19e eeuw. Daarbij werd een deel van het ghetto afgebroken om plaats te bieden voor een brede laan langs de oever van de rivier: de huidige Lungotevere de'Cenci, die nagenoeg het tracé van de vroegere Via Fiumara volgt maar ook de ruimte heeft ingenomen van de huizen die aan de rivierzijde van die vroegere straat stonden. 
De uitvoering van het ruimtelijk ordeningsplan van de stad Rome in 1885-1889 leidde tot grondige transformatie van het resterende gedeelte van het oude ghetto, waarvan slechts een tiende bewaard bleef. De nauwe steegjes en de oude huizen werden afgebroken en vervangen door vier grote en (voor die tijd) moderne huizenblokken te midden van brede straten: de Via del Portico d'Ottavia, de Via Catalana, de Via Elio Toaff en de Via del Tempio. Daardoor is het oorspronkelijke uitzicht van het ghetto totaal gewijzigd. De enige resterende gedeelten zijn de Piazza delle Cinque Scole en de uitbreiding van 1825 d.w.z. het huizenblok tussen de Via di Sant'Ambrogio, Via del Portico d'Ottavia en de Via della Reginella. Die laatste twee straten geven nog het beste een idee van het vroegere uitzicht. Van de Via del Portico d'Ottavia bewaart enkel de noordzijde het originele uitzicht, aangezien de woningen aan de zuidzijde ervan werden afgebroken om de vroegere Via della Pescheria te verbreden.  
Doordat samen met de ommuring de exacte afbakening van de wijk is verdwenen, wordt de naam ghetto - ook door de Romeinen zelf - vaak gebruikt om het ruimere stadsdeel aan te duiden gelegen tussen de Via Arenula, Via dei Falegnami, Via de' Funari, Via della Tribuna di Campitelli, Via del Portico d'Ottavia en de Lungotevere de' Cenci.  

## Het ghetto en zijn bewoners in de 20e eeuw

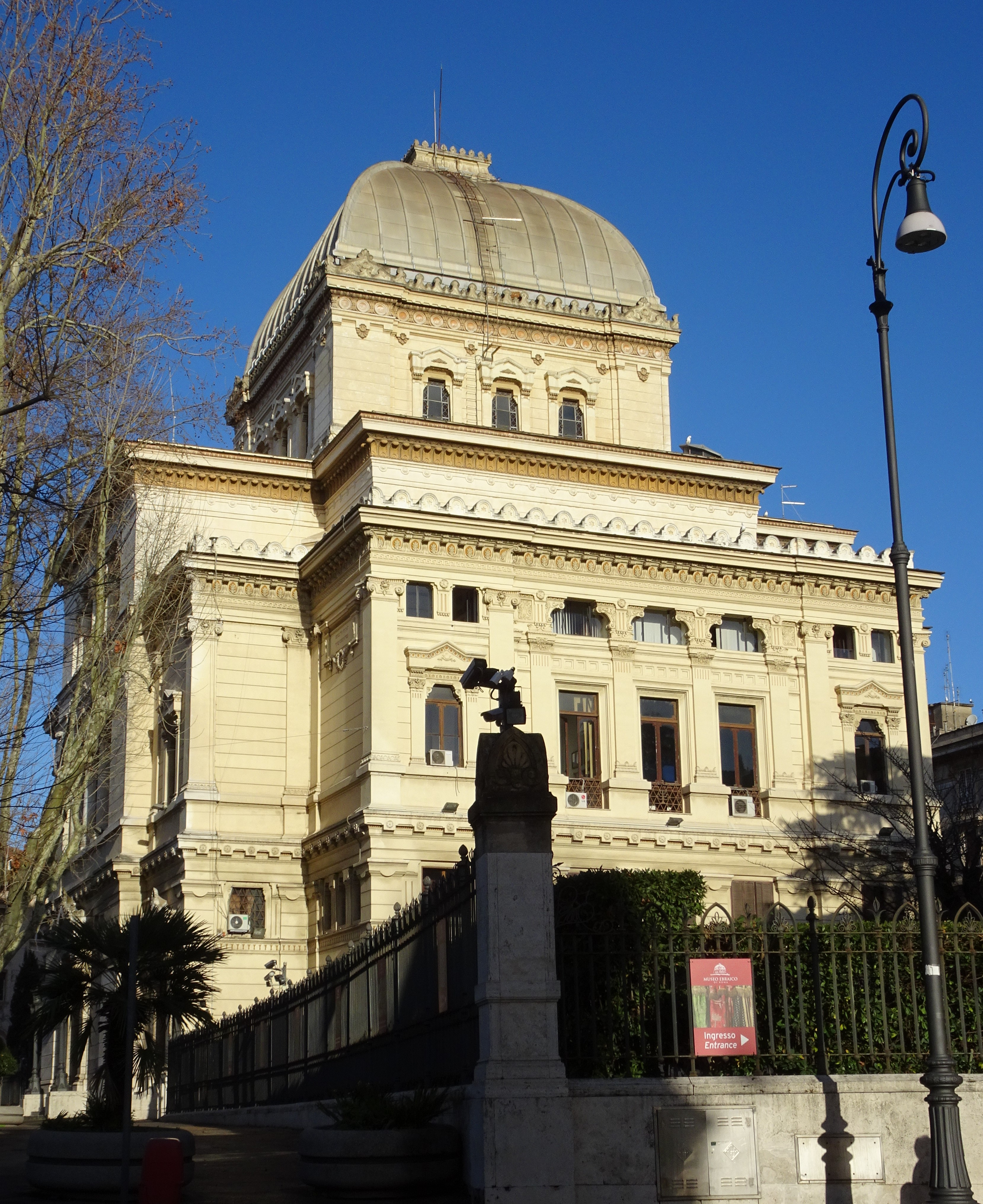
De Grote Synagoge van Rome

In de jaren 1901-1904 werd tussen de Lungotevere de'Cenci, de Via del Tempio, de Via Catalana en de Via del Portico d'Ottavia een nieuwe synagoge gebouwd, in het Italiaans "Tempio Maggiore di Roma" genoemd. Zij verving de Cinque Scole, die werden afgebroken in 1908. Architecturaal is de nieuwe synagoge geïnspireerd op de Assyrisch-Babylonische stijl en op de art nouveau. Opschriften op het gebouw aan de zijde van de Tiber gedenken de tragedies die de Romeinse joden hebben doorgemaakt in de 20e eeuw. De opvallende koepel met vierkante basis is bekleed met aluminium, een metaal dat nog maar pas op het einde van de 19e eeuw op grote schaal kon worden geproduceerd.  
In 1943 werd het aantal joden in Rome (in en buiten het ghetto) geschat op 8.000 à 12.000.
Hoewel de meeste joden van Rome na de afbraak en sanering van het ghetto op het einde van de 19e eeuw zijn gaan wonen in andere wijken van de stad of zelfs daarbuiten, is de omgeving van het ghetto nog steeds het gravitatiepunt van deze gemeenschap. In de Via del Portico d'Ottavia en de omgeving daarvan zijn nog vele zaken die maaltijden bereiden uit de traditionele joodse keuken en koosjer voedsel aanbieden. In de omliggende straten zijn een aantal winkels van kledij en naaigerei, wat in verband wordt gebracht met de enige beroepsactiviteit die de joden in het verleden was toegestaan: de handel in lompen en tweedehandskledij.

## De razzia van 16 oktober 1943
De meest dramatische gebeurtenis in het ghetto van Rome is de razzia die de nazi's er hielden op 16 oktober 1943 tijdens de Duitse bezetting van de stad, die duurde van 10 september 1943 tot 4 juni 1944. 

### Van fascistisch regime naar bezetting door nazi-Duitsland

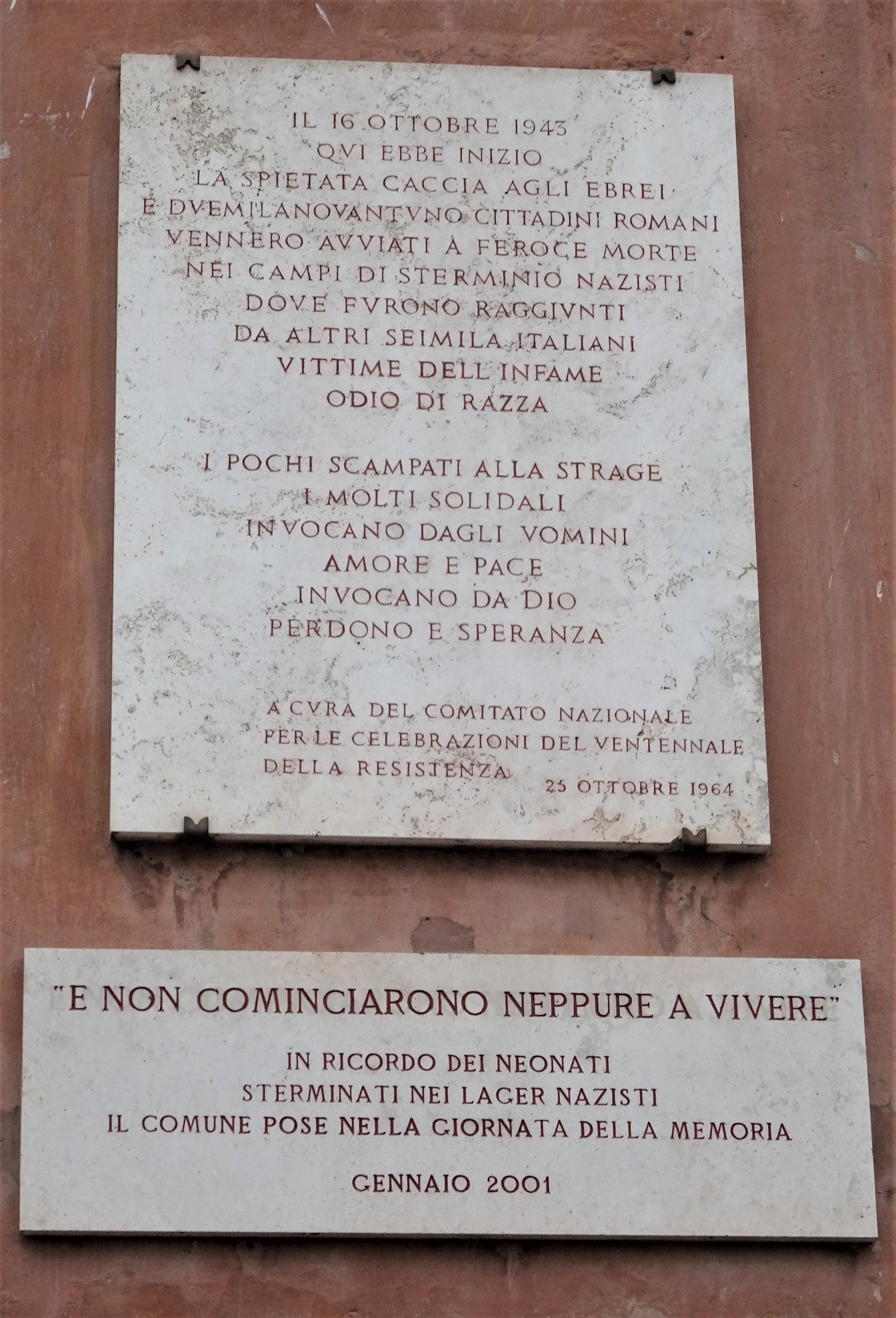
Gedenkteken voor de Romeinse slachtoffers van de Holocaust aan het Museo della Shoah. Vertaling in voetnoot.

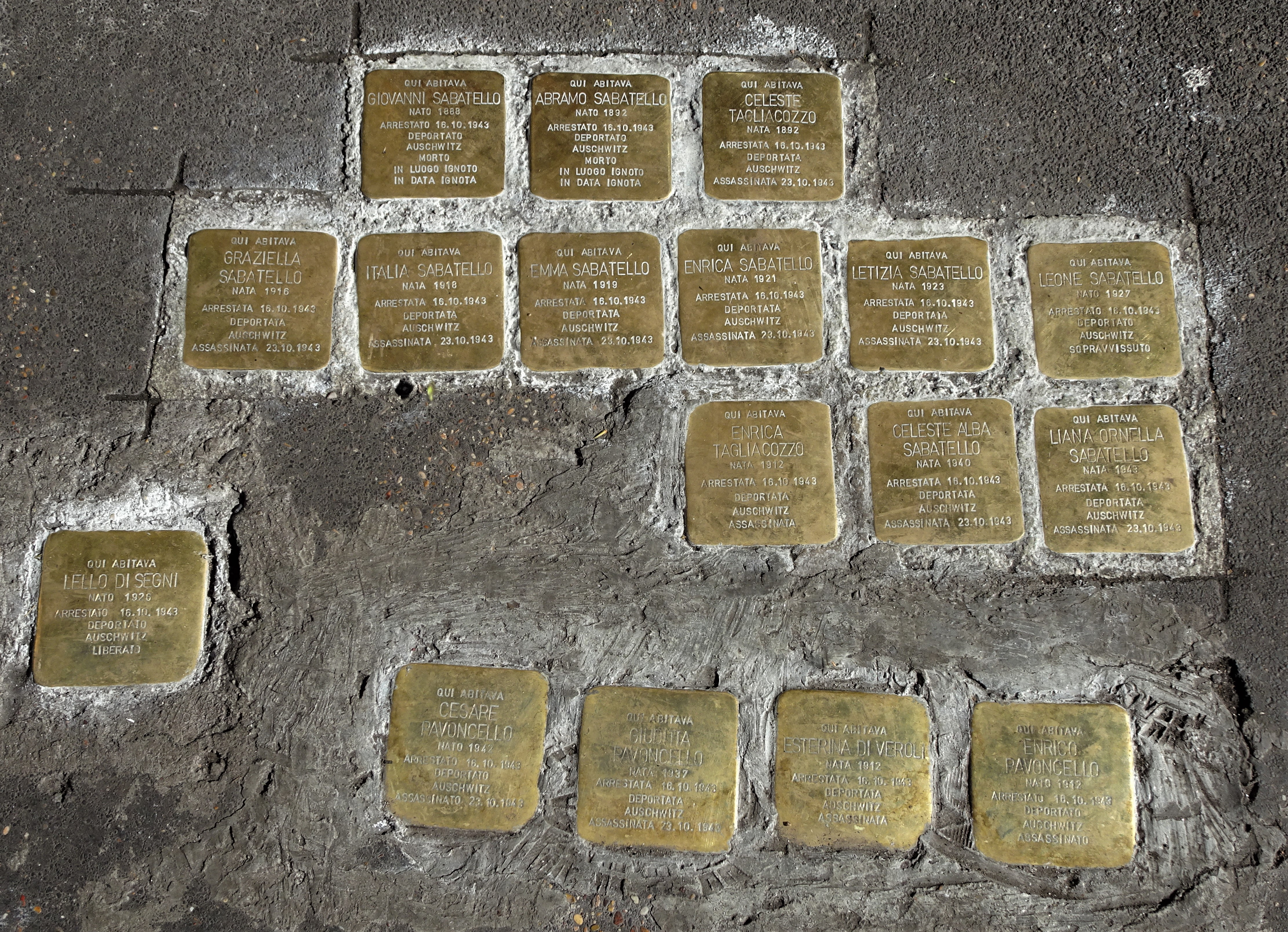
Struikelstenen in het wegdek voor een huis in de Via del Portico d'Ottavia waar joden werden opgepakt.

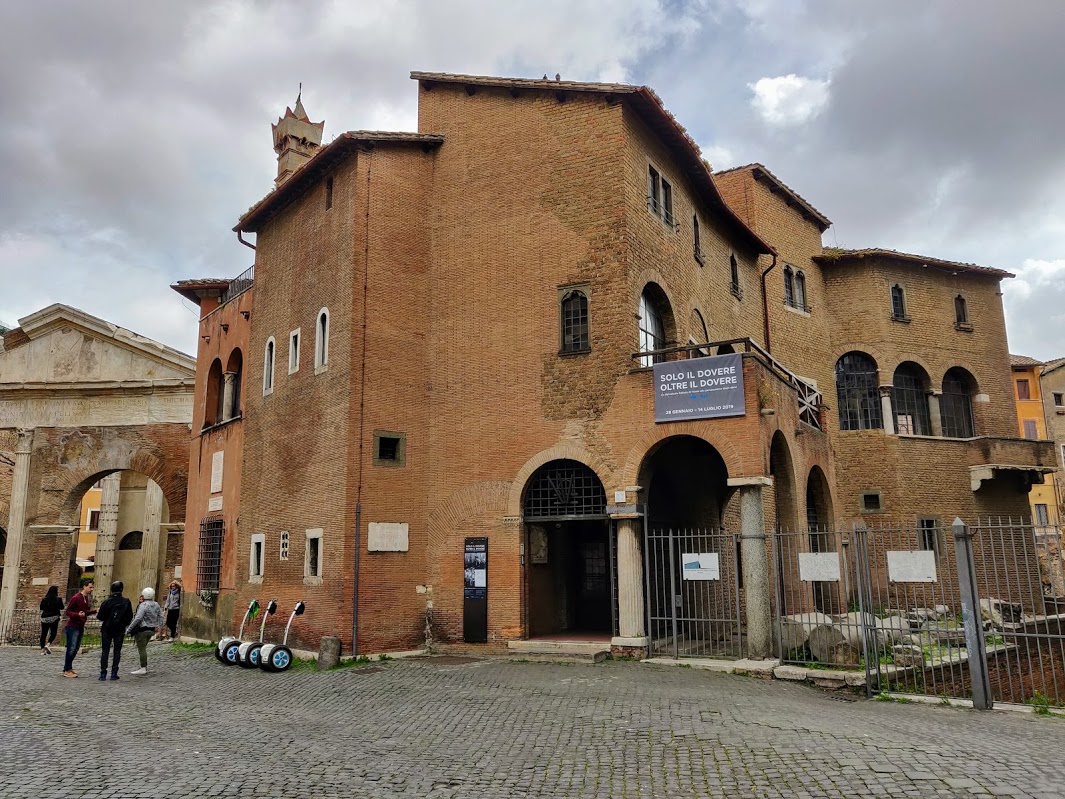
Het Museo della Shoah.

Reeds in 1938 had Benito Mussolini in Italië de zogenoemde fascistische rassenwetten uitgevaardigd, die vooral waren gericht tegen de joodse bevolking van het land. Deze wetten hielden onder meer in dat de joden niet met Italianen mochten huwen, niet mochten werken in openbare diensten en geen personeel van het Arische ras in dienst mochten hebben. Het Italiaans staatsburgerschap werd hen ontnomen indien ze het pas na 1919 hadden verkregen. Joodse kinderen mochten enkel naar niet-joodse scholen gaan indien ze gedoopt werden. 
Bij het uitbreken van de Tweede Wereldoorlog behoorden het fascistische Italië en nazi-Duitsland tot de zogenoemde Asmogendheden. Op 25 juli 1943 werd de leider van het fascisme Mussolini afgezet en gevangen genomen, en als eerste minister vervangen door maarschalk Pietro Badoglio. Op 8 september werd bekendgemaakt dat Badoglio vijf dagen voordien een vredesovereenkomst had gesloten met de geallieerden, wat het einde betekende van het verbond van Italië met Duitsland.  
Deze vroegere bondgenoot richtte zich onmiddellijk tegen de stad Rome, die haast zonder verdediging achterbleef: koning Vittorio Emanuele III, eerste minister Badoglio en de hoogste generaals waren enkel op hun eigen lijfsbehoud bedacht en hadden via de haven van Pescara de vlucht genomen naar de geallieerden in het zuiden van Italië. Op 10 september viel Rome al in handen van de nazi's. Rome was dan officieel een "città aperta", d.w.z. vrij van militaire eenheden of verdediging, maar in de feiten was de stad bezet en bestuurd door nazi-Duitsland. 

### De bevelen vanuit Berlijn
Onmiddellijk na de inname van Rome ontving Herbert Kappler, commandant van de Gestapo te Rome, het bericht van Heinrich Himmler, minister van Binnenlandse zaken van nazi-Duitsland, dat er een "oplossing" moest komen voor het "joods probleem" in de nieuw bezette gebieden. Op 24 september expliciteerde Himmler dat alle joden moesten worden overgebracht naar Duitsland om daar te worden omgebracht. 
Op 26 september beloofde Kappler aan de vertegenwoordigers van de joodse gemeenschap dat er geen deportaties zouden zijn indien ze hem binnen de 36 uur een losgeld van 50 kg goud zouden betalen. Vertrouwend op die belofte slaagde de rabbijn erin om het gevraagde losgeld tijdig in te zamelen en te overhandigen. 
Kappler kreeg nadien van zijn oversten in Berlijn het bevel dat hij toch de joodse bevolking van Rome moest deporteren. Op 14 oktober liet hij de bibliotheek van de joodse gemeenschap en die van het college der rabbijnen plunderen. Zijn agenten namen daarbij ook de volledige lijsten mee met de namen en adressen van de joden in Rome. Op basis daarvan liet hij in de vroege ochtend van zaterdag (dus sabbatdag) 16 oktober 380 Duitse politieagenten een razzia uitvoeren in heel Rome maar vooral in het ghetto, waar veel joden woonden.
De nazi's gingen alle huizen van het ghetto af en namen daar 1.259 personen mee, vooral vrouwen en kinderen. Van die groep werden er 237 mensen vrijgelaten omdat ze minstens één niet-joodse ouder hadden. De overige 1.022 werden twee dagen later overgebracht naar het goederenstation San Lorenzo vanwaar ze naar het vernietigingskamp Auschwitz werden gedeporteerd. Bij aankomst werden 820 van hen ongeschikt bevonden voor dwangarbeid, en onmiddellijk omgebracht in gaskamers. Behalve de 1.022 joden uit het ghetto werden er nog meer dan 1.000 van hun geloofsgenoten uit de andere wijken van de stad naar Auschwitz gedeporteerd.
Hoewel de relatie van de Romeinse bevolking met hun joodse medeburgers voor de Duitse bezetting lang altijd goed was, konden vele joden in 1943-1944 onderduiken bij niet-joden en bij katholieke instellingen zoals scholen, ziekenhuizen en dergelijke. Hoewel paus Pius XII zeer snel op de hoogte werd gebracht van de razzia, zou hij er zich geen enkele keer tegen uitgesproken hebben.
Van de 1022 gedeporteerden uit het ghetto hebben er slechts 16 het vernietigingskamp in Auschwitz overleefd: 15 mannen en 1 vrouw. Van het totaal van 2.091 Romeinse joden die in de Tweede Wereldoorlog zijn gedeporteerd naar concentratiekampen hebben slechts 101 het overleefd: 73 mannen en 28 vrouwen, en geen enkel kind jonger dan 14.

## Bezienswaardigheden in het ghetto

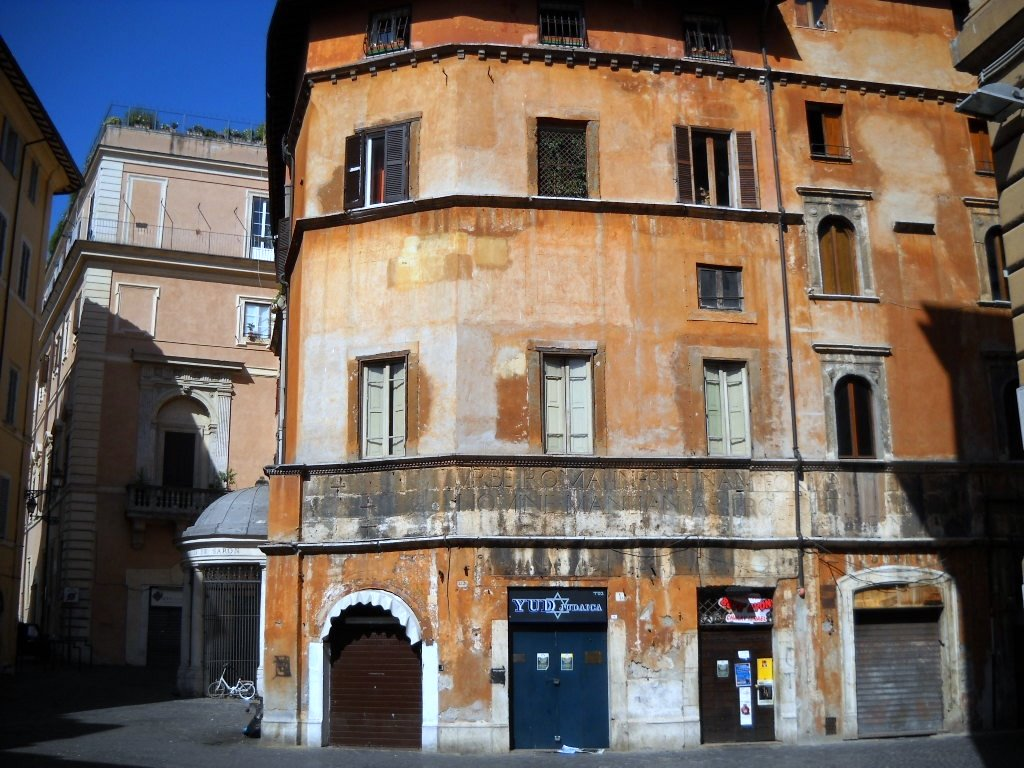
Het huis van Lorenzo Manilio.

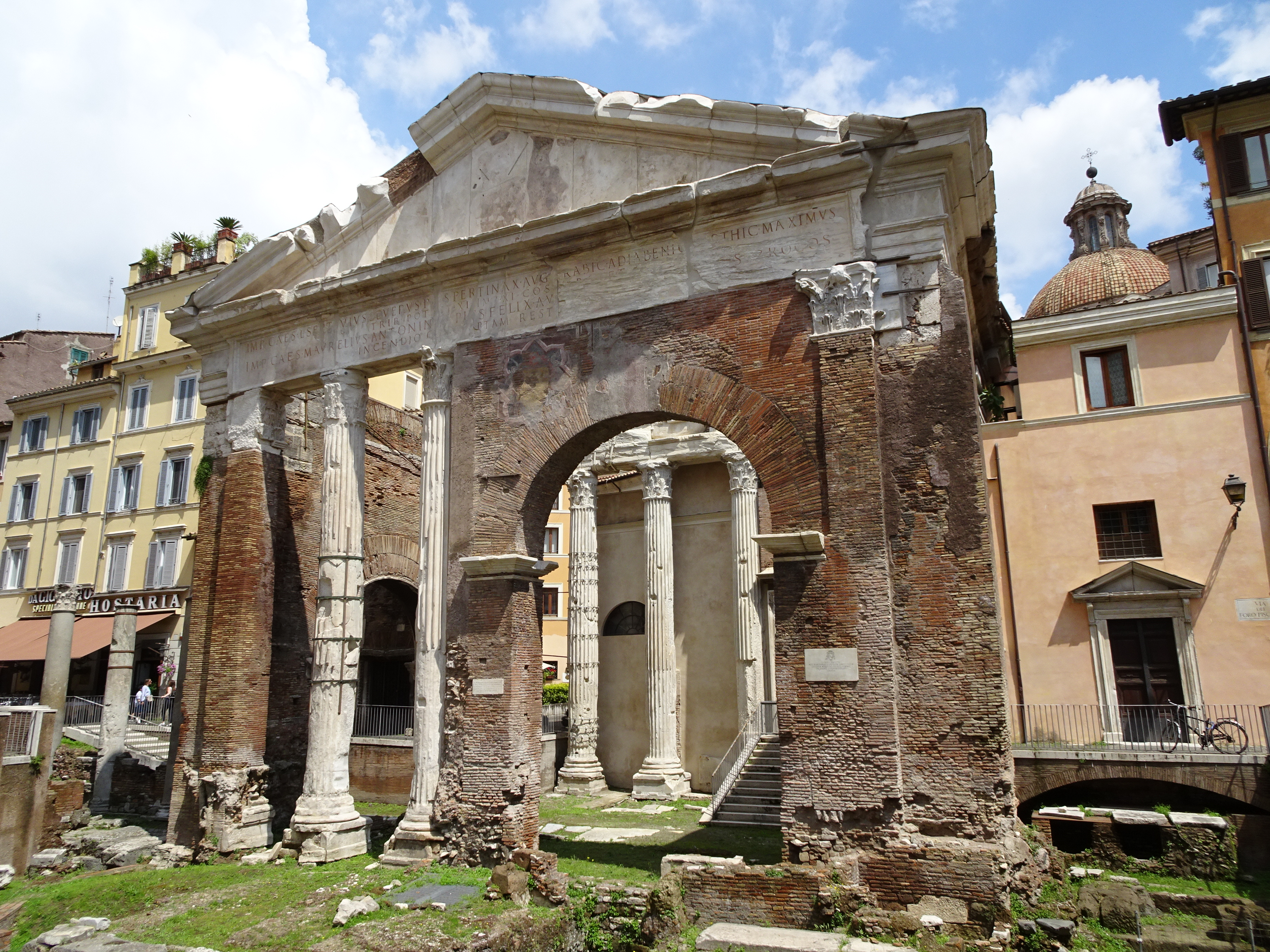
De Porticus van Octavia.

Aan de vroegere Piazza Giudía lag de enige fontein voor het ghetto. Deze fontein was in 1591 ontworpen door Giacomo della Porta, en bevond zich zelfs niet binnen de oorspronkelijke ommuring van het ghetto, maar vlak buiten de Porta Giudía. De fontein werd gedemonteerd bij de afbraakwerken op het einde van de 19e eeuw, en werd in 1930 opnieuw samengesteld op de Piazza delle Cinque Scole. Aan de oorspronkelijke locatie van deze fontein herinnert een omtreklijn van travertijn in het wegdek in de huidige Via del Portico d'Ottavia ter hoogte van de Piazza Costaguti, d.w.z. ongeveer (maar niet exact) op de vroegere Piazza Giudía.
Op de hoek van datzelfde kruispunt staat het huis van Lorenzo Manilio, opgericht in 1468. Een Latijns opschrift op beide gevelzijden verwijst met trots naar de wedergeboorte van de stad (renaissance) en vermeldt als bouwjaar het jaar 2221 sinds de stichting van de stad.
Op de Piazza Costaguti is tegen het gelijknamige palazzo in 1759 de zgn. Carmel-kapel gebouwd ter ere van Maria (Santa Maria del Carmelo e del Monte Libano); dit was een van de plaatsen waar de joden op zaterdag de predikingen van katholieke priesters moesten bijwonen.
In de onmiddellijke omgeving van het ghetto zijn gesitueerd:
- het Joods Museum van Rome (Museo Ebraico di Roma) in de Tempio Maggiore;
- het museum van de Holocaust (Museo della Shoah);
- de Porticus van Octavia;
- de kerk Sant'Angelo in Pescheria;
- de kerk San Gregorio della Divina Pietà.

## Beeldengalerij

### Het ghetto in historische prenten

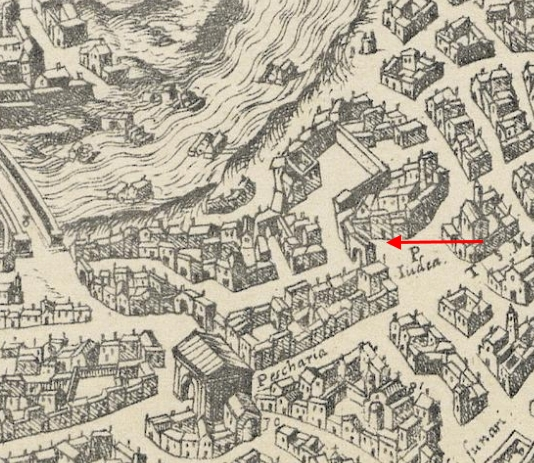
Plan van Rome (gezien vanuit het noorden) van Pérac-Lafréry, 1577. De rode pijl duidt het ghetto aan.
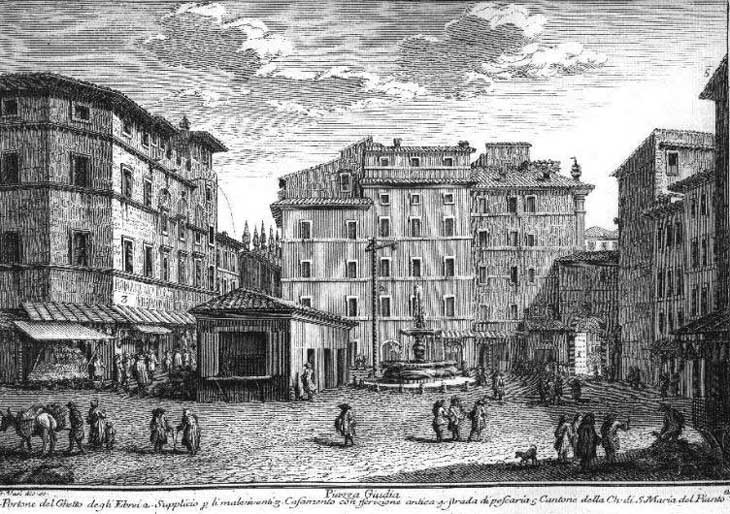
G. Vasi: Piazza Giudía, 1752. Van links naar rechts: huis van L. Manilius; Via della Perscheria; post van de gendarmeria; bestraffingspaal; fontein van G. della Porta; Porta Giudía, en S. Maria del Pianto.
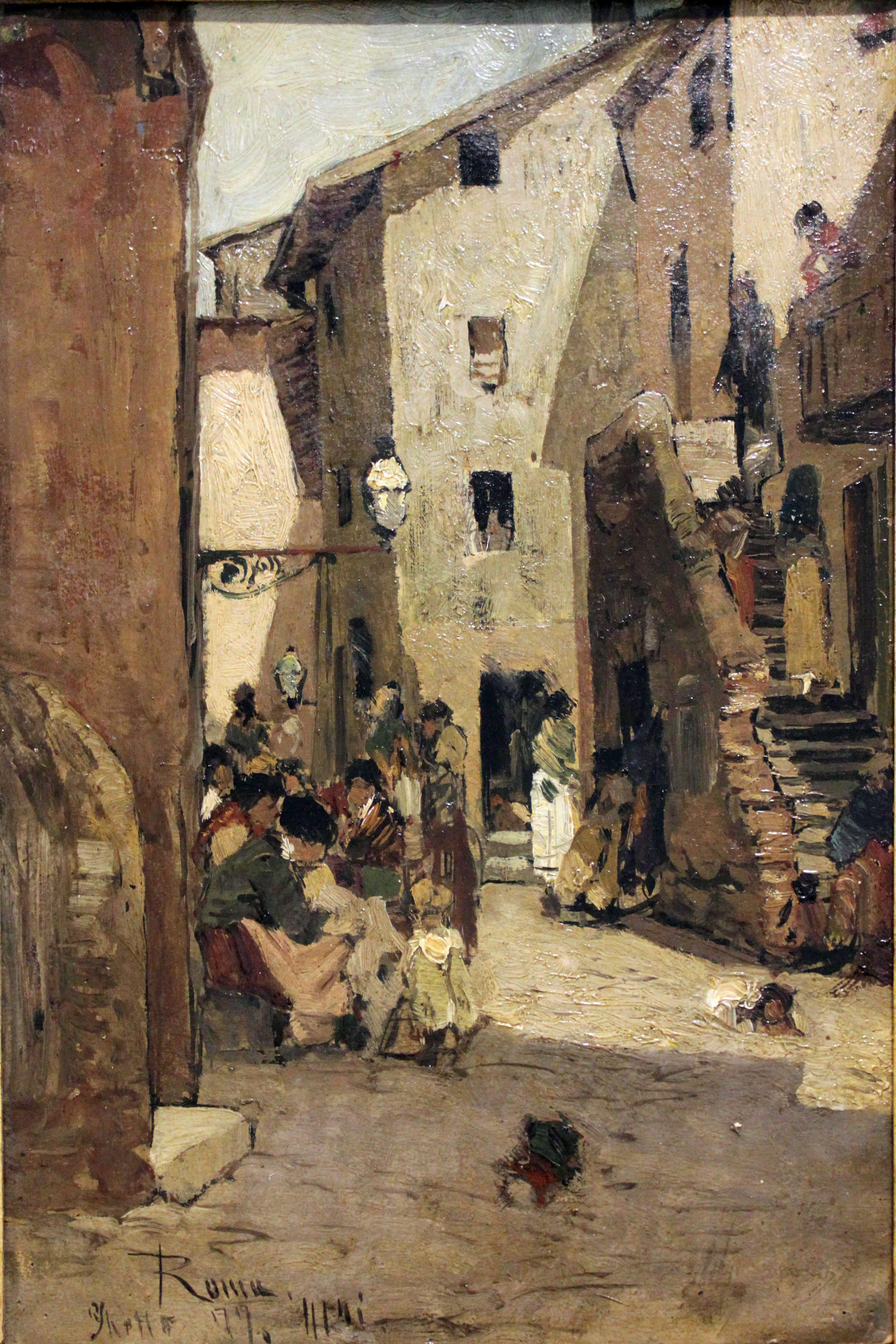
Hans Peter Feddersen: Het ghetto in Rome III (1877).
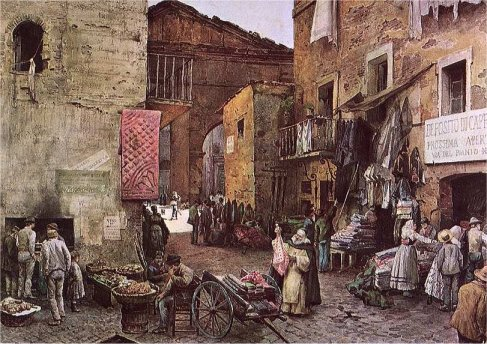
Ettore Roesler-Franz: Via Rua, ca. 1880.
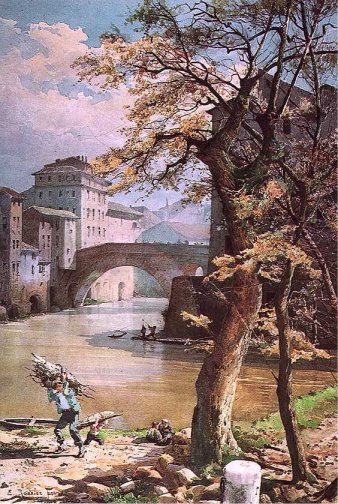
Tiberoever en Ponte Fabrizio (Ponte Quattro Capi). Links de huizen aan de Via Rua

### Het ghetto rond 2010

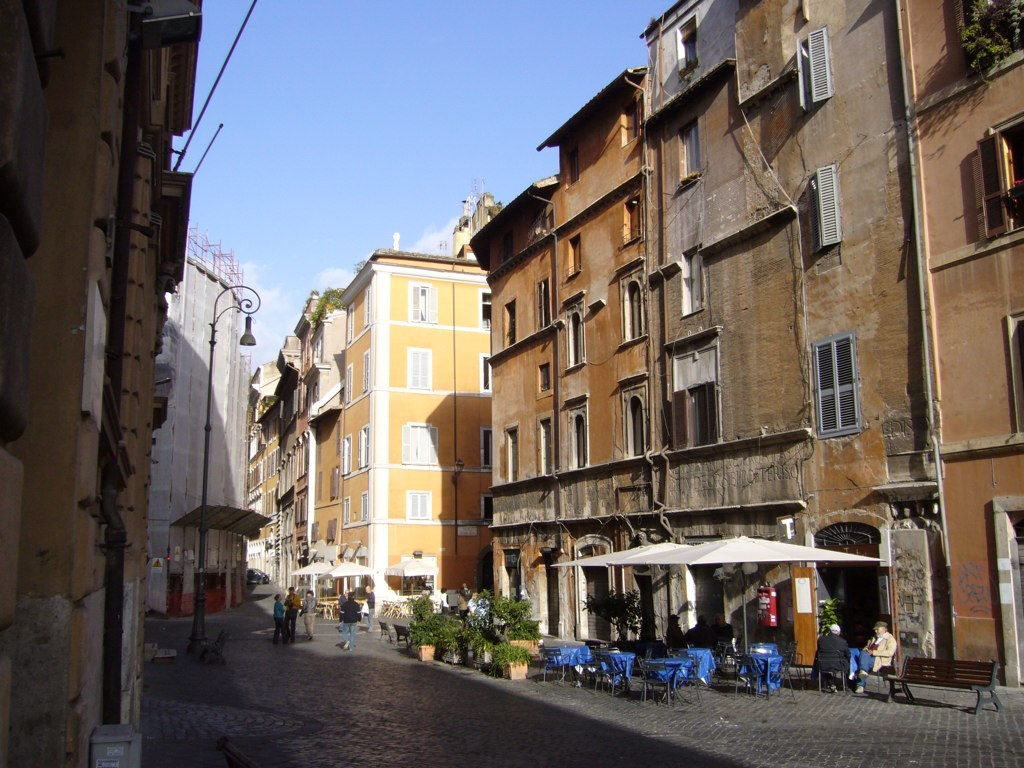
Via della Pescheria.
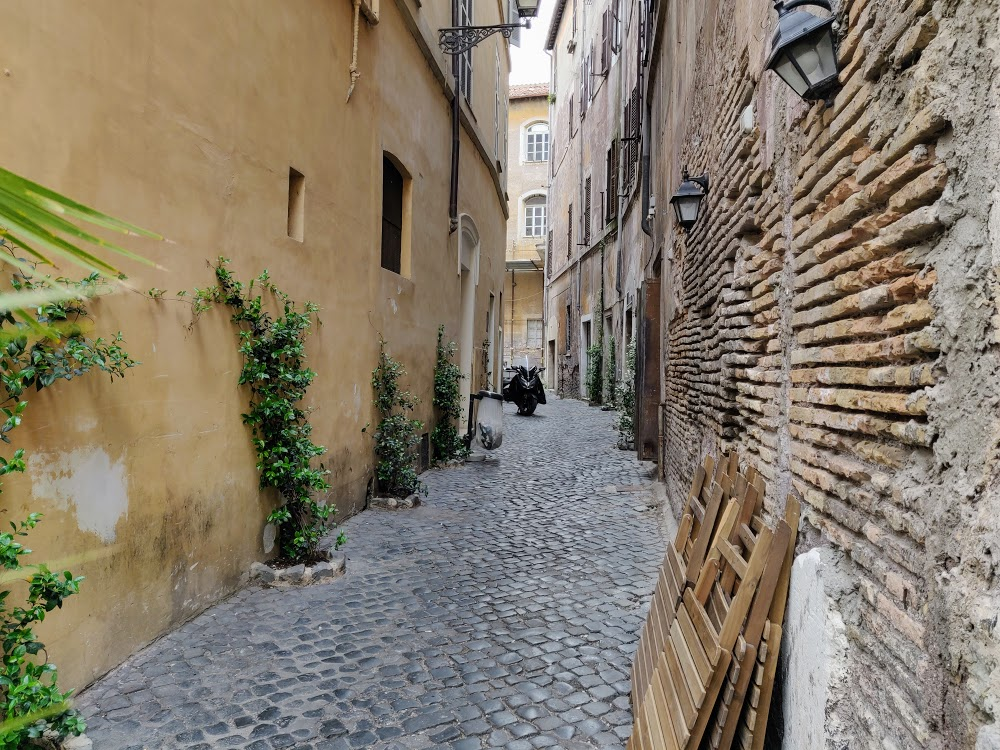
Via di Sant'Ambrogio.
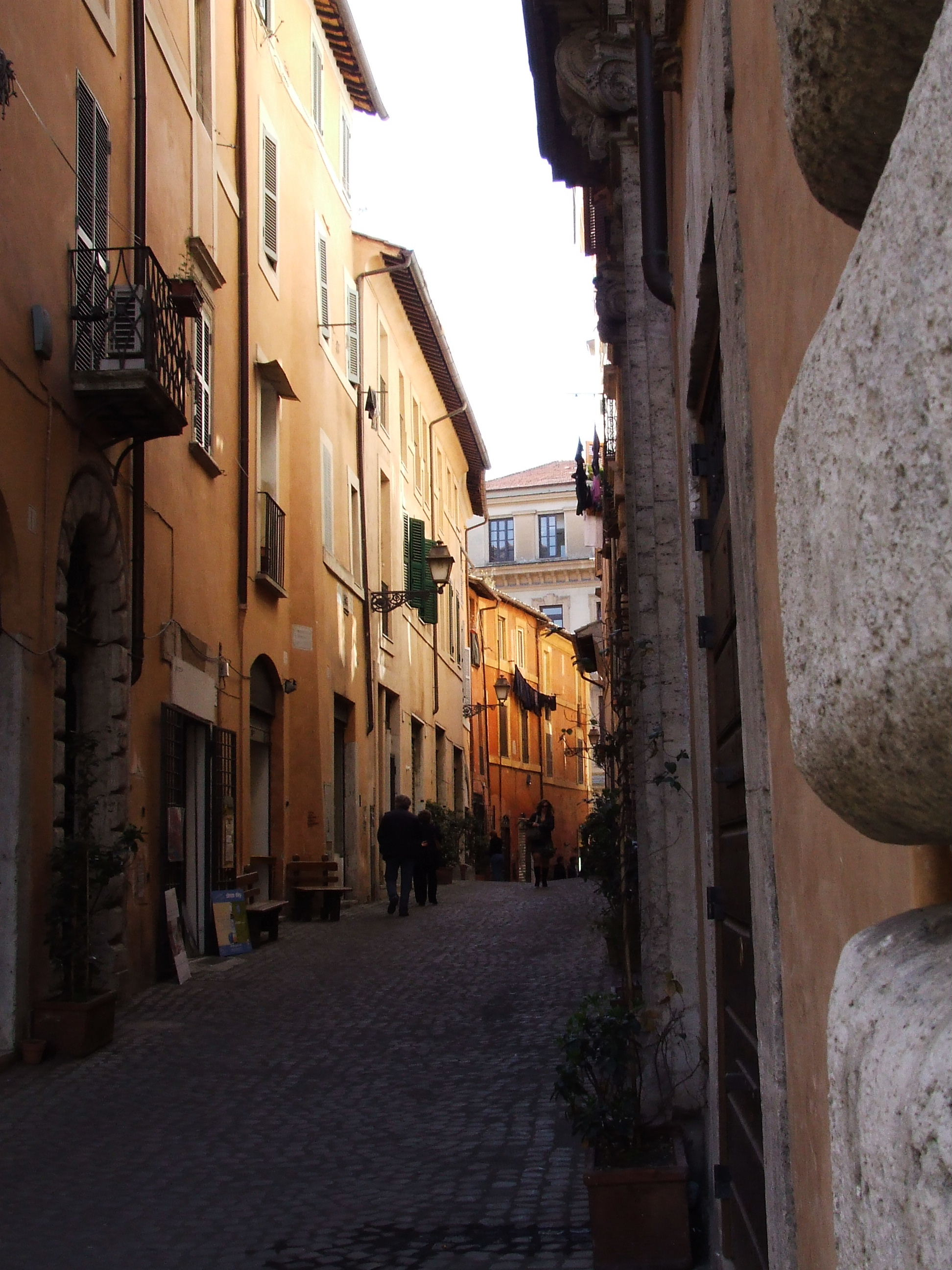
Via della Reginella gezien vanaf de Piazza Mattei.
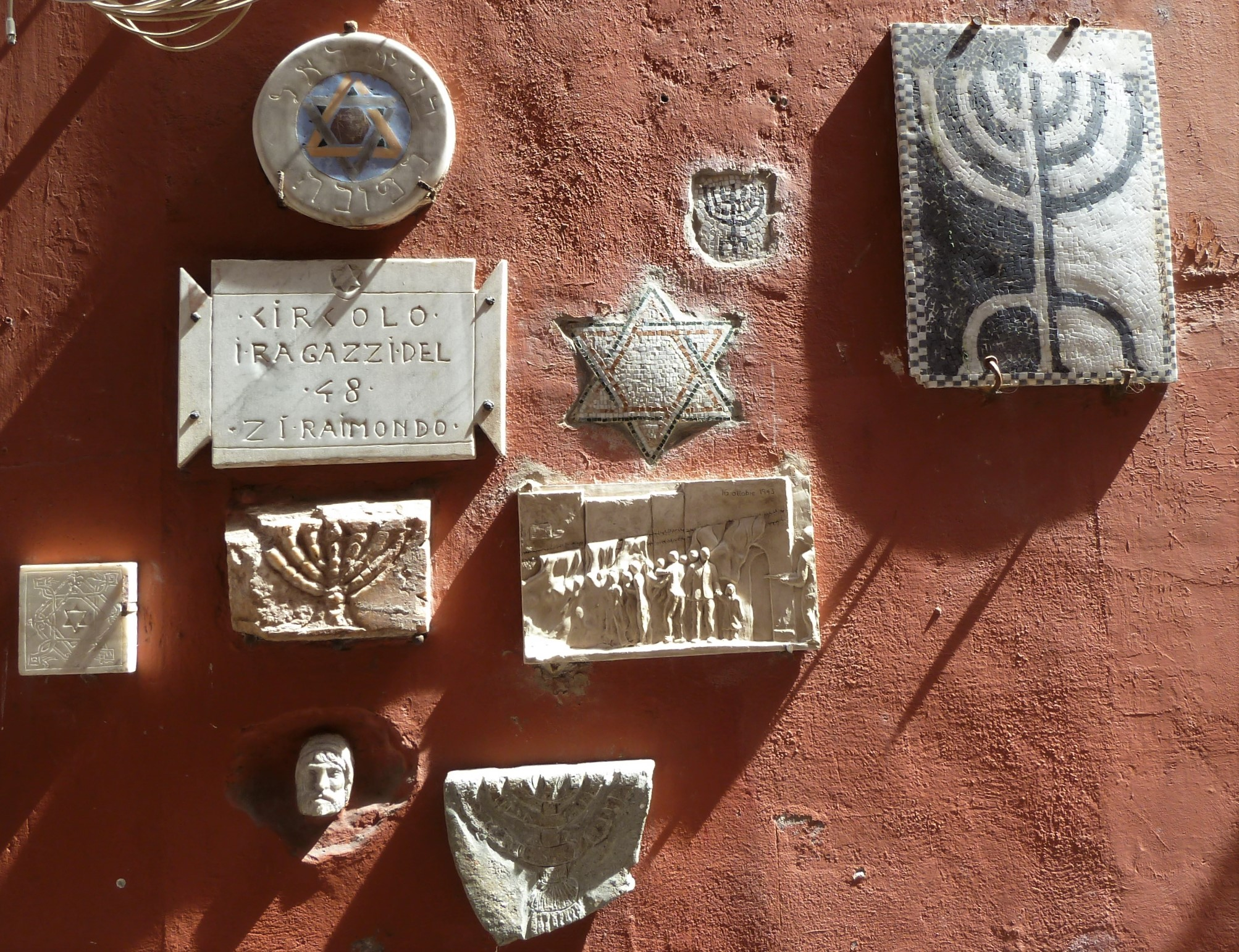
In de Via della Reginella.
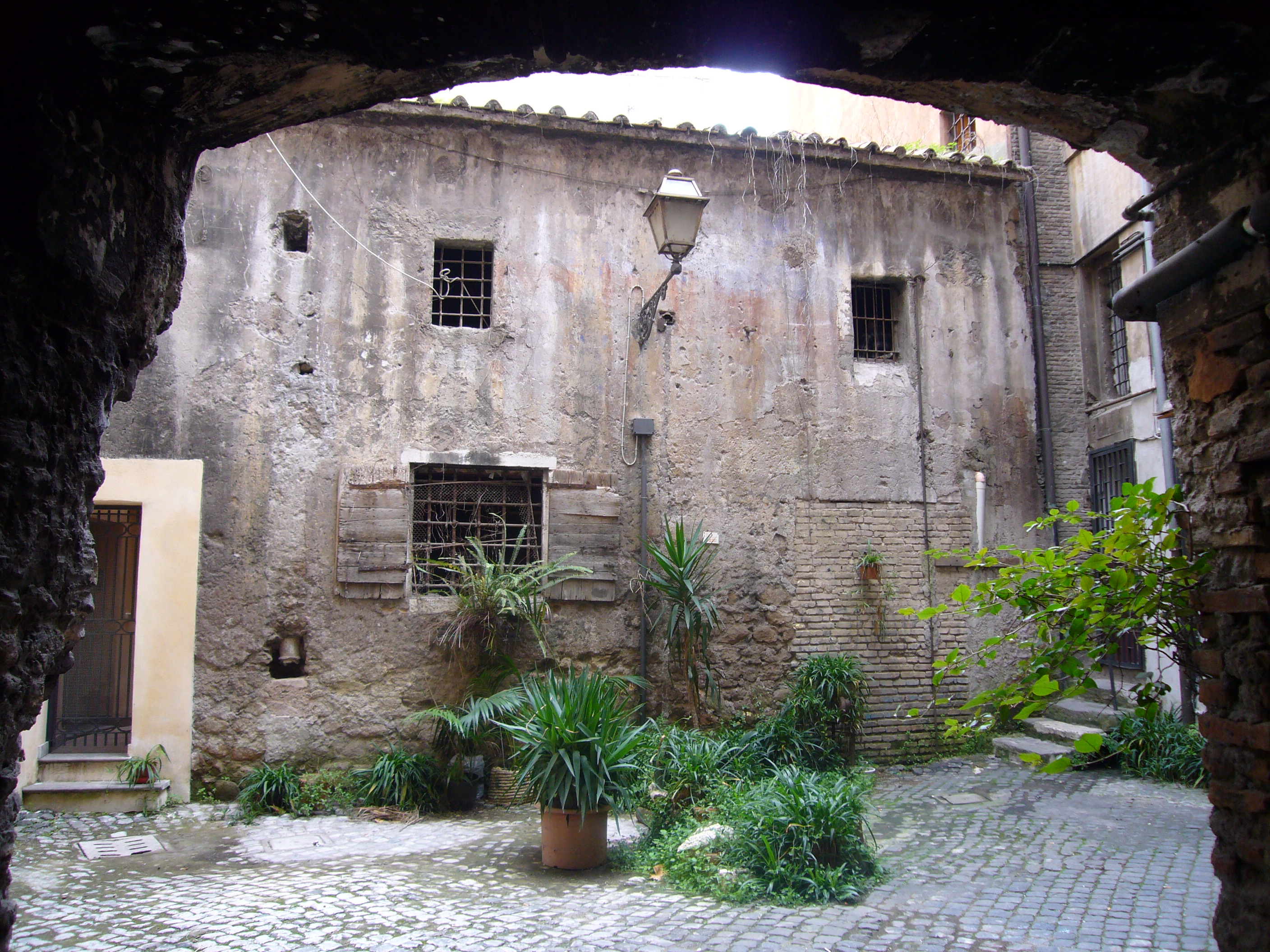
Vicolo Costaguti.
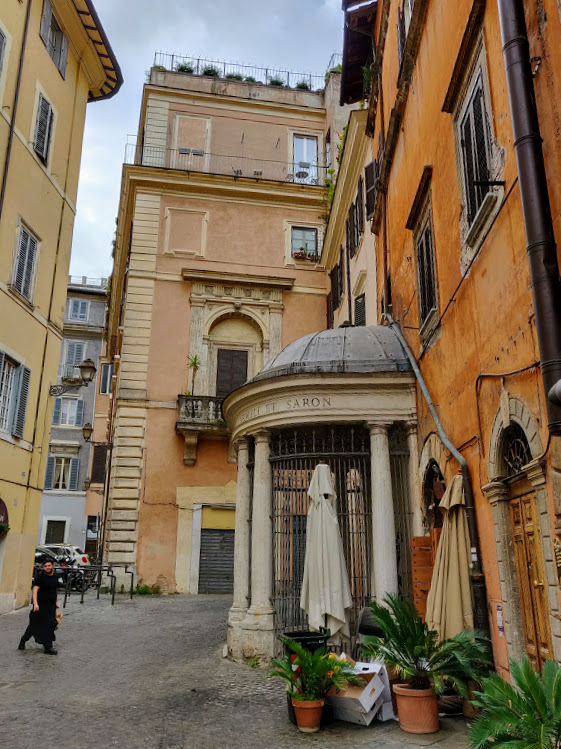
Kapel van de Madonna del Carmelo aan de Piazza Costaguti.
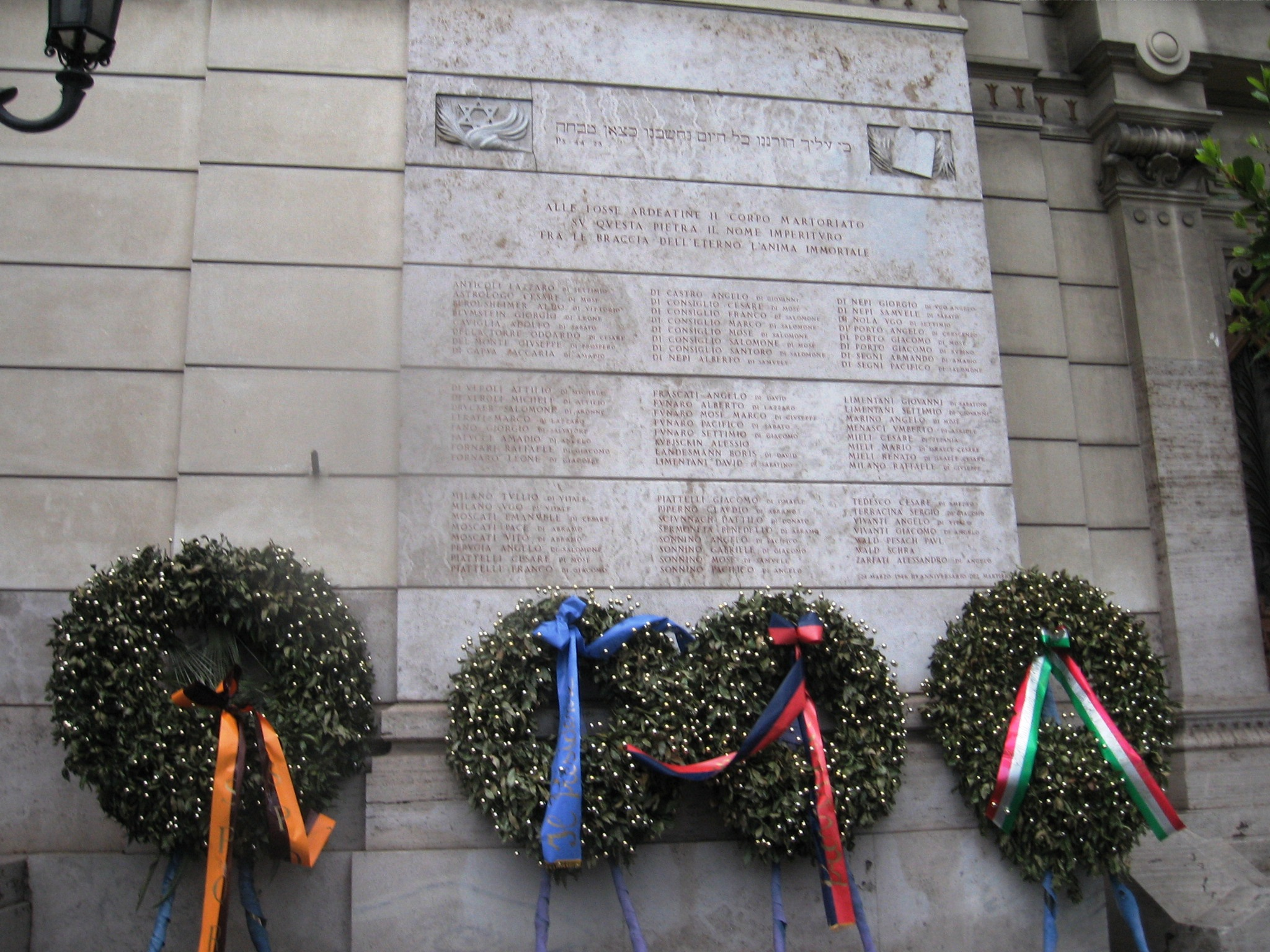
Gedenkteken op de Nieuwe Synagoge.
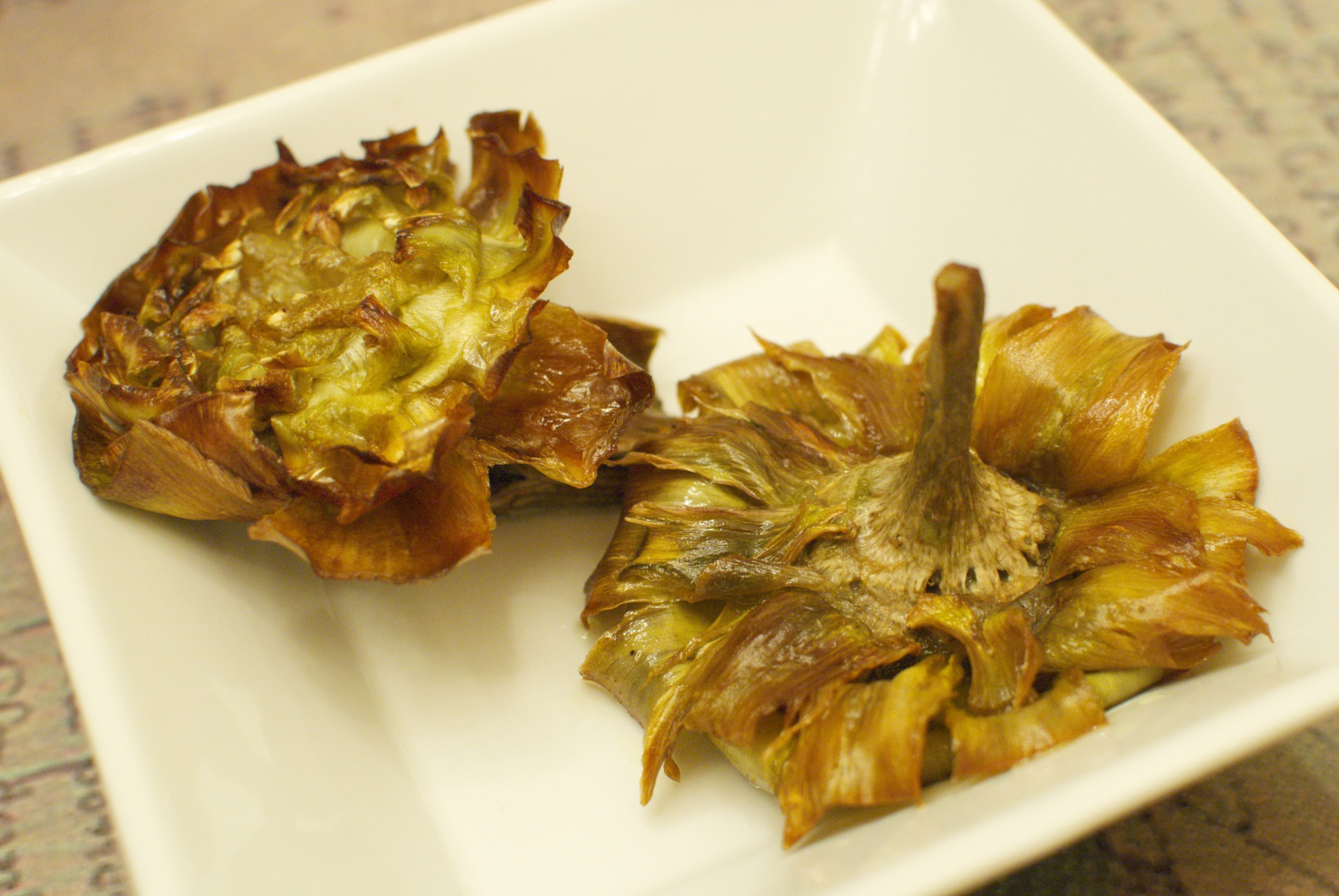
Een typisch gerecht: carciofi alla Giudía (artisjokken op z'n joods).